# Teresa Cunillé i Rovira
Teresa Cunillé i Rovira   (Sabadell, 22 d'octubre de 1924) és una actriu catalana amb una carrera llarga i prolífica. Procedent del teatre amateur de Sabadell, va començar la seva vida com a professional l'any 1951 al Teatre Romea i es va retirar, amb 83 anys, amb l'obra de Santiago Rusiñol, El jardí abandonat a l'Espai Brossa, el 2007.
Al llarg d'aquests 56 anys ha treballat en més de 100 obres de teatre i ha rebut nombrosos premis, entre els quals la Creu de Sant Jordi, la Medalla al Mèrit Escènic de la Ciutat de Sabadell, el Premi Serra d'Or i el Premi Margarida Xirgu. El 2013 va ser elegida actriu emblemàtica dels actes de celebració del 150è Aniversari de la creació del Teatre Romea pel fet de ser de les actrius que més obres ha estrenat en aquest teatre.

## Inicis al teatre amateur de Sabadell
Teresa Cunillé va néixer en una família de teixidors de Sabadell on el pare i la mare eren grans amants del teatre i la sarsuela. El seu pare, Jaume Cunillé, havia estat tenor professional però va haver de deixar-ho per una malaltia cardiovascular.
Treballant com a teixidor, entre els anys 20 i fins a la seva mort el 1951, Jaume Cunillé va impulsar diverses companyies de teatre amateur a Sabadell. La Teresa va créixer en aquest ambient i ben aviat va començar a actuar al costat del seu pare en sarsueles com Los claveles, La Dolorosa, La del manojo de Rosas o El rey que rabió, on pare i filla van conrear grans èxits com a parella còmica. Ella però, cada cop se sentia més atreta per les obres de teatre català que també representaven de diumenge en diumenge. Ella mateixa, en la presentació del seu espectacle Dones com jo deia:
"En aquells temps, la meva feina de cada dia era anar als telers del meu pare a teixir i us he de confessar que aquella feina no m'agradava gaire. Així que tan bon punt engegava el teler, em posava a repassar mentalment el paper de la comèdia que estava assajant pel proper diumenge. Com que el plegador era molt llarg tenia temps de passar el paper moltes vegades i si em cansava d'això hi afegia poesies, fragments d'altres obres o el que fos, fent que les paraules, dites una darrera l'altre, amb la veu apagada però els sentits a flor de pell, anessin canviant en música el monòton martelleig de les llançadores.
La Maria Rosa, la Marta, la Gloria i tantes i tantes dones, més reals que jo mateixa, amb els seus neguits, les seves pors i les seves passions em feien companyia passejant-se, nimbades de llum, entre l'ordit i la trama. I quant arribava l'hora de plegar, sortia al carrer amb l'ànima serena i una dolça sensació al cor: saber com volia viure la meva vida."
Amb el que més endavant seria el seu marit i company per tota la vida, Domènec Vilarrasa, van anar a estudiar a l'Institut del Teatre de Barcelona on es va graduar el 1947 amb el Premi Extraordinari Enric Jimènez. Per completar la seva formació com a professional va acudir a classes de dansa clàssica amb el mestre Joan Magrinyà i de música al Conservatori del Liceu.

## Primers anys com a professional al Teatre Romea
El salt al teatre professional es produeix el 1951, quan el Domènec i la Teresa, que ja tenien una filla, son contractats per la Companyia Titular Catalana del Teatre Romea, on van treballar de manera continuada fins al 1957. Durant aquests anys va actuar en grans èxits com El marit ve de visita, de Xavier Regàs, La ferida lluminosa, de Josep Mª de Sagarra, Jo seré el seu gendre, de Jaume Vilanova, L'amor és una comèdia d'Enric Capdevila i Joan Serracant i Manaut o Avui com ahir, de Joan Comelles.
Durant aquest període d'extrema dificultat per al teatre català, la Companyia Joan Maragall del Teatre Romea va ser un intent de recuperar la tradició cooperativista catalana, instaurant un règim cooperatiu en què participaven tots els actors.
Durant els darrers anys d'aquest període Teresa Cunillé va ser la partener habitual del fenomen Joan Capri, protagonitzant obres com Romeu de 5 a 9, Poum, poum....i el va matar o L'amic del ministre.

## La companyia Teresa Cunillé
Després d'una temporada a la companyia de Lluís Orduna, al desaparegut teatre Àngel Guimerà, on va protagonitzar obres com Un home entre herois, de Rafael Tasis, i Les maletes del Sr. Vernet, de Claude Magnier, Teresa Cunillé formà companyia pròpia sota la direcció del seu marit Domènec Vilarrasa.
El 1959 obtingué un clamoròs èxit popular amb el sainet català La Pepa maca, de Cecilia A. Mantua que es va representar al Teatre Romea i a gairebé tots els teatres de Catalunya. Aquest èxit va anar seguit d'altres del mateix gènere com La princesa de Barcelona, Maria Coral i Diana a l'oficina, de la mateixa autora. El 1961 presentaren, també al Teatre Romea, Reina, de Josep Mª de Sagarra.

## Temps de premis i reconeixement
El 1964 va tenir una participació molt destacada en les obres de celebració del centenari del Teatre Romea, protagonitzant La dama enamorada, de Puig i Ferreter, Seny i amor, amo i senyor, d'Avel·lí Artís, Galatea, de Josep Mª de Sagarra i El misteri de dolor, d'Adrià Gual.
El 1972 va ser la primera actriu de la Companya del Teatre Nacional a Barcelona, iniciativa de Ricard Salvat amb la qual es va representar la Barcelona i a Madrid, la Galatea, de Josep Mª de Sagarra.
Durant els anys 80 participa en diferents projectes teatrals entre els que destacarem el Romeo i Julieta dirigit per Esteve Polls el 1986, Antígona de Salvador Espriu, La Filla del Carmesí de Josep Mª de Sagarra i Així és si així us ho sembla, de L. Pirandello, dirigida per H. Bonnin, amb la qual obtingué el Premi Margarida Xirgu.
El 1991 la ciutat de Sabadell, per iniciativa de l'ajuntament i del Teatre de Sol, li reté un emotiu homenatge. Durant tots els diumenges de la temporada El Teatre del Sol va programar L'Hort del Cirerers, d'A. Txèkhov, protagonitzada per Teresa Cunillé i Domènec Vilarrasa. Al vestíbul del teatre s'hi podia veure una exposició sobre la trajectòria artística de l'actriu. Aquests actes van culminar amb el lliurament de la Medalla al Mèrit Artístic de la Ciutat, en un acte en què va actuar com a conferenciant Josep Mª Flotats.
El 1996 rebé la Creu de Sant Jordi de la Generalitat de Catalunya.
Altres obres a destacar d'aquesta època son L'Autèntic Oest de S. Shepard amb la Companyia Josep M Flotats, La vida perdurable de Narcís Comadira, l'Hostal de la Gloria de Josep M de Sagarra altra vegada al Teatre Romea, Abans de la jubilació de Thomas Bernhard a la Sala Beckett i El Maniquí de Mercè Rodoreda al Teatre Nacional.
Juntament amb Mercè Broquetes i Mercè Comas, estrenà l'obra de Montserrat Cornet Revisió anual (2000) que va representar un èxit extraordinari entre el públic de la tercera edat.

## Actriu de cinema, doblatge i TV
Al llarg de la seva trajectòria va treballar també en el cinema, la televisió i el doblatge, destacant pel·lícules com La respuesta (M'enterro en els fonaments) de Josep M ª Forn (1968), Si te dicen que caí de Vicente Aranda (1989), La punyalada de Jordi Grau (1989) i Havanera 1820 d'Antoni Verdaguer (1992); la sèrie de TV3 Nissaga de poder (1996) i la minisèrie Maresme rodada per Rosa Vergés (2002).

## Dones com jo

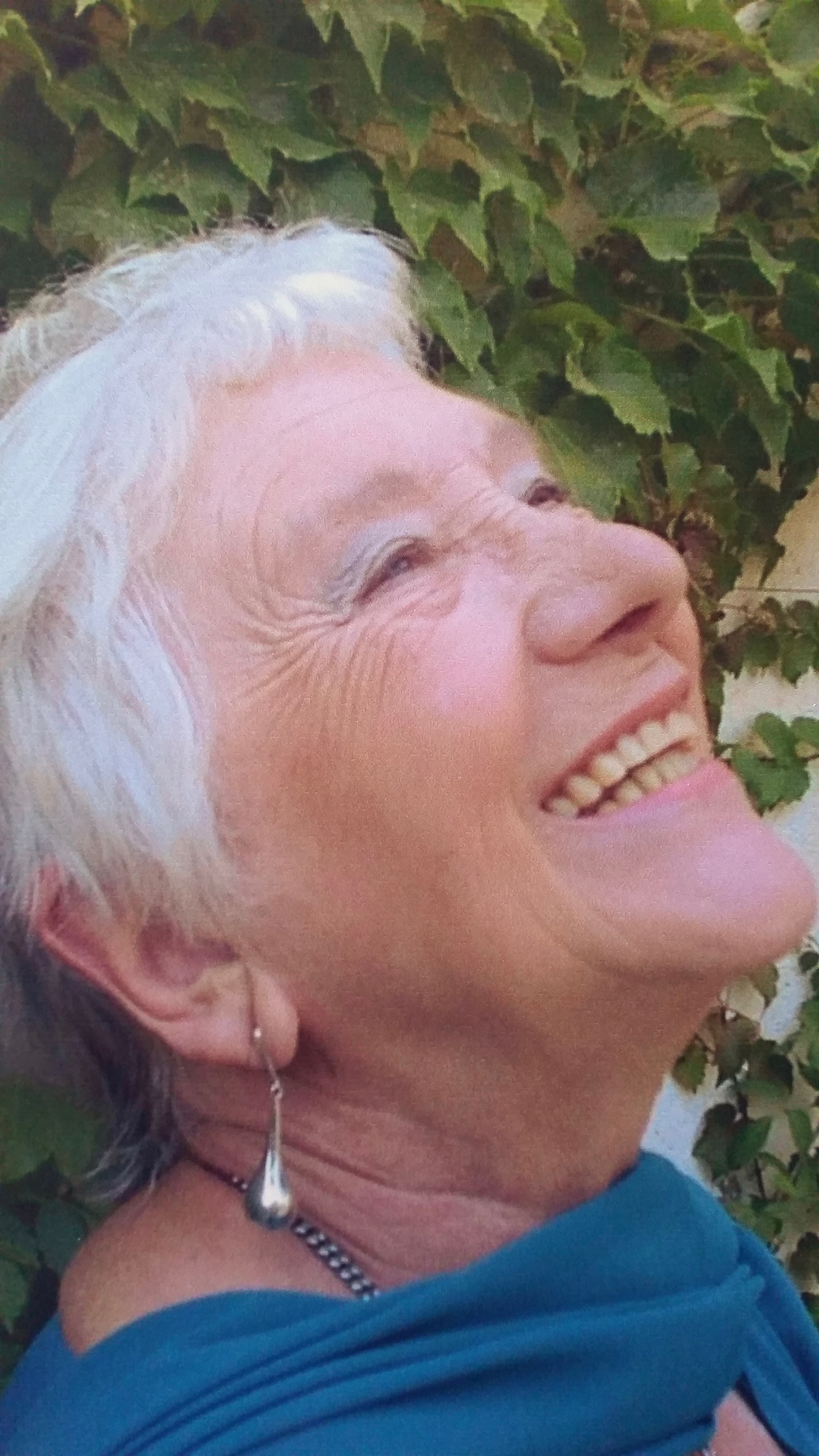
Teresa Cunillé a Dones com jo

Ja a prop dels vuitanta anys s'il·lusiona amb un nou projecte, l'espectacle Dones com jo, amb dramatúrgia pròpia, on recull els principals monòlegs de les heroïnes de les obres de Josep Mª de Sagarra. Aquest espectacle, dirigit per Francesc Nel·lo, es va estrenar el 2002 al Teatre Lliure i va fer una extensa gira per tot Catalunya.
Però Teresa Cunillé encara no va dir adéu a l'escenari amb aquest recital sinó que ho va fer al 2007, a l'edat de 83 anys, amb l'obra de Santiago Russinyol El jardí abandonat, al Teatre Brossa i sota la direcció de Francesc Nel·lo.

## El Premi Teresa Cunillé
El Premi Teresa Cunillé es va crear el 2018 per iniciativa conjunta de l'actriu i de la Propietat del Teatre Romea que el sosté amb caràcter biennal. La seva finalitat és incentivar i donar suport a la recerca sobre la història del teatre català.

## Algunes de les obres representades

### Teatre
- 1951. El marit ve de visita de Xavier Regàs. Estrenada al teatre Romea de Barcelona (en el personatge de Clotilde).
- 1952. L'alcova vermella de Josep Maria de Sagarra (en el personatge de Palmira).
- 1952. L'amor viu a dispesa de Josep Maria de Sagarra (en el personatge d'Alberta).
- 1953, La tercera vegada de Lluís Elias. (En el personatge de Contança).
- 1954. Una història qualsevol de Josep A. Tàpias i Santiago Vendrell. Estrenada al Teatre Romea de Barcelona (en el personatge de Magda.
- 1954. La ferida lluminosa de Josep Maria de Sagarra (en el personatge d'Adela).
- 1956. Jo seré el seu gendre de Jaume Villanova i Torreblanca (en el personatge d'Agustina).
- 1957. Passaport per a l'eternitat de Josep A. Tàpias i Santiago Vendrell (en el personatge de Lídia).
- 1957. No és mai tard...si s'arriba d'hora de Jaume Villanova i Torreblanca (en el personatge d'Emília).
- 1958. Un home entre herois de Rafael Tasis.
- 1959. La Pepa maca de Cecília A. Màntua.
- 1960. Princesa de Barcelona de Cecília A. Màntua.
- 1991. L'hort dels cirerers d'Anton Txékhov.
- 2000. Revisió anual (mai no és tard) de Montserrat Cornet.
- 2002. Dones com jo. Heroïnes de Sagarra, de Josep Maria de Sagarra.
- 2005. El maniquí de Mercè Rodoreda.
- 2007. El jardí abandonat de Santiago Rusiñol.

### Cinema
- Si te dicen que caí (1989) de Vicente Aranda.
- La punyalada (1990) de Jordi Grau.
- El amante bilingüe (1993) de Vicente Aranda.